# Hydrocanthus fabiennae
Hydrocanthus fabiennae là một loài bọ cánh cứng trong họ Noteridae. Loài này được Bameul miêu tả khoa học đầu tiên năm 1994.